# 鹿島パラダイス
鹿島パラダイス（かしまパラダイス、Kashima Paradise）は1972年に作成されたフランスのドキュメンタリー映画。 

## 概要
ベニー・デスワルト、ヤン・レ・マッソン共同監督。
高度経済成長に沸く1970年代の日本を取材し、古式ゆかしい農村が次第に巨大開発に浸食される様を描く。
鹿島臨海工業地帯や三里塚闘争の様子も記録されている。
1973年度ジョルジュ・サドゥール賞を受賞。

## あらすじ
1970年に来日した2人が、鹿島臨海工業地帯を舞台に、高度経済成長期における日本の現実を伝える。
鹿島が臨海工業地帯に指定されると、農民は土地を手放し、工場労働者に変わっていく。鹿島は開発景気に沸き、歓楽郷（鹿島パラダイス）に変貌していく。
開発に抵抗する象徴として、新東京国際空港（現・成田国際空港）建設に反対し土地を死守する農民をも捉えていく。
最後に「鹿島は資本主義のパラダイスだ」の文言で締めくくられる。

## 作品データ
- 映像    : 白黒 - 35 mm - モノラル
- ジャンル: ドキュメンタリー
- 上映時間: 110 分